# The Pop Culture, Massacre & End of the World
The Pop Culture, Massacre & End of the World – trzeci studyjny album wydany przez amerykańską grupę muzyczną Circus of Dead Squirrels.

## Lista utworów
1. Overpopulation Annihilation
2. The Happy Meal-Worm
3. Losing Touch
4. President Pinocchio
5. Prizefighter
6. Elmo's Last Laugh
7. ; Hells Kitchen
8. Nobody Quite Like Me
9. Utopia Burning

## Twórcy
- Pancho Ripchord – wokal
- Ninja Turtle Liberace – gitara elektryczna
- Turbeculosis Jones – gitara basowa
- Omega – perkusja
- Mr. Furious – syntezatory

## Single
- The Happy Meal-Worm
- Elmo's Last Laugh